# 제범
《제범》(帝範)은, 중국 당(唐)의 태종(太宗)이 몸소 저술하여 인군의 도를 논한 정치 문헌이다. 
정관 22년(648년) 정월, 당 태종은 태자 치(治)에게 이 『제범』 12편을 하사하여 태자에게 자신의 정치적 경험을 정리하고 한 생애의 공과를 평론하였다. 

## 확산
《제범》의 일부는 송대에 분실되어 전해졌는데, 원대에 오래(吴莱)가 운남(雲南)에서 완전한 판본을 발견하였고, 원 인종은 이를 몽골 문자로 번역하여 천하에 간행하도록 명령하고 몽골인과 색목인들에게 이를 암송하도록 하였다.